# Sumber Mulya (Pulau Rimau)
Sumber Mulya is een bestuurslaag in het regentschap Banyuasin van de provincie Zuid-Sumatra, Indonesië. Sumber Mulya telt 1122 inwoners (volkstelling 2010).